# Сећање на др Самјуела Џонсона
„Сећање на др Самјуела Џонсона” (енгл. A Reminiscence of Dr. Samuel Johnson) је комична приповетка коју је амерички писац Хауард Филипс Лавкрафт написао 1917. и објавио исте године под псеудонимом „Хамфри Литлвит” у часопису United Amateur.

## Радња
Прича је написана аутобиографским стилом и наводно представља мемоаре Хамфрија Литлвита, који је рођен 1690. године и живи већ 228. годину. Хамфри је дошао у Лондон у младости и упознао многе истакнуте личности из времена владавине краља Вилијама: Џона Драјдена, Џозефа Адисона, Џонатана Свифта и Александра Поупа.
У мају 1763. године, у кафани Митра, господин Џејмс Босвел је упознао Хамфрија са др Самјуелом Џонсоном. Они се друже, разговарају о многим књижевним темама, присуствују састанцима Књижевног клуба. Ови пријатељски састанци су обично текли тихо, иако су понекад били у супротности са разликама у књижевним погледима садашњег „Аматерског новинарског удружења”. Многе личности су присуствовале овим састанцима и износиле своје мишљење о разним догађајима, што је изазвало доста сукоба и трачева.
Хамфри се сећа многих ствари о Самјуелу Џонсону и његовом клубу, чији је члан остао дуго након докторове смрти. Он се осећа веома уморно и веома старо. Осим тога, време му је за дремку.

## Пријем
Енциклопедија Х. Ф. Лавкрафта описује ову причу (заједно са приповеткама „Слатка Ерменгарда” и „Ибид”) као једну од Лавкрафтових „комичних драгуља”. Критичар Данијел Хармс је писао: „Иако није једно од најнадахнутијих пишчевих дела, прича барем показује да је Лавкрафт схватио своје претензије... да буде старији, културни џентлмен из раније епохе, и да је могао да направи шалу на свој рачун.”